# Помакська мова
Помакська мова (грец. πομακική γλώσσα, болг. помашки език, тур. Pomakça)— літературна мікромова помаків, які проживають у Греції. Цим терміном позначають у Греції болгарські діалекти, розповсюджені у Західній Фракії, які збігаються приблизно із середньородопським говором болгарської мови. У середині 90-их років ХХ сторіччя у Греції були опубліковані «Граматика помакської мови», «Помаксько-грецький» і «Греко-помакський словник», які сприймаються болгарськими лінгвістами як політична спроба поділу болгарської мови. Натомість грецькі вчені визначають походження мови з болгарських діалектів і акцентують увагу на присутність у ній грецьких запозичень. 
У середині 1990-х років у Греції були видані «Граматика помакської мови», «Помаксько-грецький» і «Грецько-помакський словник», які, на думку болгарських лінгвістів, були політичною спробою глототомії.
Грекознавці визначають походження мови як слов'янське чи навіть болгарське, але наголошують на грецьких запозиченнях у ньому.
У Болгарії прийнято вважати, що у випадку так званої помакської мови, це, безсумнівно, південно-родопський болгарський діалект, яким розмовляє місцеве болгаро-магометанське населення, що є природним продовженням болгарських родопських діалектів у південному напрямку. У міжнародній славістиці існують різні теорії щодо статусу «помакської мови». Естонський мовознавець Олександр Дуліченко визначає її як слов'янську мікролітературну мову, не враховуючи соціолінгвістичних обставин і думки її носіїв. Тому згадана точка зору не сприймається в Болгарії. Німецький славіст Мартін Генцельманн, який проводив емпіричні дослідження в Греції, зробив концептуальний аналіз термінології слов’янських мікролітературних мов і застосував його до «помакської мови». Під час аналізу він приходить до висновку, що відомості, наведені Дуліченком, відносячи згадану мовну форму до мікролітературної мови, не дають підстав для визначення «помакської мови» як такої.

## Носії
Під час перепису населення Східної Фракії 20 жовтня 1935 року 3881 осіб вказали, що для них рідною є болгарська мова, а 18 352 — помакська.
Велика кількість помаків у Туреччині називають свою рідну мову «помакською». У переписі населення Едірненського вілаєту 1935 р. 7175 осіб вказали рідною мовою - помакську, а в вілаєті Киркларелі їх було 8822. Під час перепису 1960 року в Туреччині 29 000 осіб вказали помакську як рідну мову, а 24 000 – як другу.

## Алфавіт
Кирилиця вважалася більш придатною для фонетичного передачі мови. В останні роки в Греції була спроба записати помакську грецьким алфавітом. Помакський лексикограф і педагог Ритван Карахоца створив на основі латиниці помакський алфавіт. У новіших варіантах фольклорного матеріалу (пісні, прислів’я, казки) цей алфавіт ширше використовувався після 2004 року.

## Приклад
Деякі слова та фрази
| Українська                                 | Помакська (Ксанті, Комотіні, Александруполіс) |
| ------------------------------------------ | --------------------------------------------- |
| Добрий день, Привіт                        | Dobar den (Formal), Zdravej (Informal)        |
| Я помак, болгарин, болгарський мусульманин | Ja sam Pomak/Balgarin/Balgarski Mohamedanin   |
| Я розмовляю болгарською                    | Ja lafim balgarcko                            |
| Як ви?                                     | Kak si?                                       |
| Дякую                                      | Blagodarja                                    |
| Діти                                       | Detine                                        |
| Цей стілець                                | Aisos skemle                                  |
| Та тітка                                   | Ainos lelka                                   |
| Ібрагім - мій дядько                       | Ibrahim e moj amiđa                           |
| Хатіджа - моя сестра                       | Hatiđa e moja sestra                          |
| Мій батько                                 | Mojet bubajko                                 |
| Що робиш                                   | Kina rabutaš?                                 |
| Я знав                                     | Ja znajeh                                     |
| Чи знаєш ти?                               | Znaješ li ti?                                 |
| Він був добрим чоловіком                   | Toj beše dobar čilak                          |
| Я з Ксанті                                 | Ja sam ot Skeča                               |
| Одна жінка з нового села                   | Enna žena ot novoto selo                      |
| Один день і одна ніч                       | Edin den i enna nošt                          |
| Торік                                      | Lani                                          |

- 1 - Edin
- 2 - Dva
- 3 - Tri
- 4 - Četri
- 5 - Pet
- 6 - Šest
- 7 - Sedem
- 8 - Osem
- 9 - Devet
- 10 -Deset
- 20 - Dvedeset
- 50 - Petdeset
- 100 - Sto
- 200 - Dvesto
- 500 - Petsto
- 1000 - Hiljada